# Tour du Táchira 2019
La 54e édition du Tour du Táchira (officiellement : Vuelta al Táchira en Bicicleta) a lieu du 11 au 18 janvier 2019 au Venezuela. L'épreuve commence à Bramón et se termine à San Cristóbal. Le parcours comprend huit étapes sur une distance totale de 1010,6 kilomètres.
La course fait partie du calendrier UCI America Tour 2019 en catégorie 2.2, et fut remportée pour le deuxième fois par Jimmy Briceño (trois si l'on tient compte de son déclassement en 2014).

## Présentation

### Parcours
La course est tracée sur 1010,6 kilomètres, répartis en huit étapes.

### Équipes
16 équipes participent à la course - 1 équipes continentales professionnelles, 3 équipes continentales et 12 équipes de club :
| Équipe continentale professionnelle- Androni Giocattoli-Sidermec Équipes continentales (3)- GW Shimano Chaoyang Kixx Envía PX Lazer - Movistar Team Ecuador - BetPlay Cycling Team Équipe amateur- Ediciones Mar de Ciclismo Équipes régionales et de clubs (11)- Lotería del Táchira - Venezuela País de Futuro-Fina Arroz - Gobierno de Miranda-Trek - Deportivo Táchira - Inversiones Alexander - JHS Grupo - Bicicletas Castilla-Idermi - JB Ropa Deportiva - Fundación Ángel Pulgar - Osorio Motos-SuBicicleta.com - Fundación Hernan Buenahora |
| |

## Étapes
| Étape     | Date     | Villes étapes                  | type                      | Distance (km) | Vainqueur d'étape | Leader du classement général |
| --------- | -------- | ------------------------------ | ------------------------- | ------------- | ----------------- | ---------------------------- |
| 1re étape | 11 janv. | Bramon – Rubio                 | étape de plaine           | 126,7         | Marco Benfatto    | Marco Benfatto               |
| 2e étape  | 12 janv. | Peribeca – Borotá              | étape de moyenne montagne | 156,5         | Yonathan Salinas  | Yonathan Salinas             |
| 3e étape  | 13 janv. | San Cristóbal – San Cristóbal  | étape de plaine           | 115,2         | Orluis Aular      | Yonathan Salinas             |
| 4e étape  | 14 janv. | San Félix – Santa Cruz de Mora | étape de moyenne montagne | 155,5         | Yonathan Monsalve | Yonathan Monsalve            |
| 5e étape  | 15 janv. | Santa Cruz de Mora – La Grita  | étape de montagne         | 171,6         | Ronald González   | Ronald González              |
| 6e étape  | 16 janv. | La Fría – Cordero              | étape vallonnée           | 138,4         | Jimmy Briceño     | Ronald González              |
| 7e étape  | 17 janv. | Ureña – Cerro Cristo Rey       | étape de montagne         | 123,6         | Luis Mora         | Jimmy Briceño                |
| 8e étape  | 18 janv. | San Cristóbal – San Cristóbal  | étape vallonnée           | 115,2         | Miguel Flórez     | Jimmy Briceño                |

## Déroulement de la course

### 1reétape
| \| Classement de l'étape \| Classement de l'étape \| Classement de l'étape \| Classement de l'étape \| Classement de l'étape \| \| Coureur \| Coureur \| Pays \| Équipe \| Temps \| \| --------------------- \| --------------------- \| --------------------- \| ---------------------------------------- \| --------------------- \| \| 1er \| Marco Benfatto \| Italie \| Androni Giocattoli-Sidermec \| 3 h 07 min 42 s \| \| 2e \| Orluis Aular \| Venezuela \| Matrix Powertag \| + 0 s \| \| 3e \| Isaac Yaguaro \| Venezuela \| JB Ropa Deportiva \| + 0 s \| \| 4e \| Ralph Monsalve \| Venezuela \| Qinghai Lianshi Sports \| + 0 s \| \| 5e \| Leonel Quintero \| Venezuela \| Gobierno de Miranda-Trek \| + 0 s \| \| 6e \| Enrique Díaz \| Venezuela \| Bicicletas Castilla-Idermi \| + 0 s \| \| 7e \| Germán Rincón \| Venezuela \| Triple Táchira - Hotel Venecia - Fer-Lab \| + 0 s \| \| 8e \| José Jaimes \| Colombie \| EBSA Empresa de Energía Boyacá \| + 0 s \| \| 9e \| Jorge Abreu \| Venezuela \| Fundación Ángel Pulgar \| + 0 s \| \| 10e \| Yonathan Salinas \| Venezuela \| Lotería del Táchira \| + 0 s \| |                  |           |                                          |                 |
| |                  |           |                                          |                 |
| |                  |           |                                          |                 |
| Classement de l'étape |                  |           |                                          |                 |
| Coureur | Coureur          | Pays      | Équipe                                   | Temps           |
| 1er | Marco Benfatto   | Italie    | Androni Giocattoli-Sidermec              | 3 h 07 min 42 s |
| 2e | Orluis Aular     | Venezuela | Matrix Powertag                          | + 0 s           |
| 3e | Isaac Yaguaro    | Venezuela | JB Ropa Deportiva                        | + 0 s           |
| 4e | Ralph Monsalve   | Venezuela | Qinghai Lianshi Sports                   | + 0 s           |
| 5e | Leonel Quintero  | Venezuela | Gobierno de Miranda-Trek                 | + 0 s           |
| 6e | Enrique Díaz     | Venezuela | Bicicletas Castilla-Idermi               | + 0 s           |
| 7e | Germán Rincón    | Venezuela | Triple Táchira - Hotel Venecia - Fer-Lab | + 0 s           |
| 8e | José Jaimes      | Colombie  | EBSA Empresa de Energía Boyacá           | + 0 s           |
| 9e | Jorge Abreu      | Venezuela | Fundación Ángel Pulgar                   | + 0 s           |
| 10e | Yonathan Salinas | Venezuela | Lotería del Táchira                      | + 0 s           |

| \| Classement général \| Classement général \| Classement général \| Classement général \| Classement général \| \| Coureur \| Coureur \| Pays \| Équipe \| Temps \| \| ------------------ \| ------------------ \| ------------------ \| ---------------------------------------- \| ------------------ \| \| 1er \| Marco Benfatto \| Italie \| Androni Giocattoli-Sidermec \| 3 h 07 min 32 s \| \| 2e \| Isaac Yaguaro \| Venezuela \| JB Ropa Deportiva \| + 2 s \| \| 3e \| Orluis Aular \| Venezuela \| Matrix Powertag \| + 4 s \| \| 4e \| Ralph Monsalve \| Venezuela \| Qinghai Lianshi Sports \| + 8 s \| \| 5e \| Leonel Quintero \| Venezuela \| Gobierno de Miranda-Trek \| + 10 s \| \| 6e \| Enrique Díaz \| Venezuela \| Bicicletas Castilla-Idermi \| + 10 s \| \| 7e \| Germán Rincón \| Venezuela \| Triple Táchira - Hotel Venecia - Fer-Lab \| + 10 s \| \| 8e \| José Jaimes \| Colombie \| EBSA Empresa de Energía Boyacá \| + 10 s \| \| 9e \| Jorge Abreu \| Venezuela \| Fundación Ángel Pulgar \| + 10 s \| \| 10e \| Yonathan Salinas \| Venezuela \| Lotería del Táchira \| + 10 s \| |                  |           |                                          |                 |
| |                  |           |                                          |                 |
| |                  |           |                                          |                 |
| Classement général |                  |           |                                          |                 |
| Coureur | Coureur          | Pays      | Équipe                                   | Temps           |
| 1er | Marco Benfatto   | Italie    | Androni Giocattoli-Sidermec              | 3 h 07 min 32 s |
| 2e | Isaac Yaguaro    | Venezuela | JB Ropa Deportiva                        | + 2 s           |
| 3e | Orluis Aular     | Venezuela | Matrix Powertag                          | + 4 s           |
| 4e | Ralph Monsalve   | Venezuela | Qinghai Lianshi Sports                   | + 8 s           |
| 5e | Leonel Quintero  | Venezuela | Gobierno de Miranda-Trek                 | + 10 s          |
| 6e | Enrique Díaz     | Venezuela | Bicicletas Castilla-Idermi               | + 10 s          |
| 7e | Germán Rincón    | Venezuela | Triple Táchira - Hotel Venecia - Fer-Lab | + 10 s          |
| 8e | José Jaimes      | Colombie  | EBSA Empresa de Energía Boyacá           | + 10 s          |
| 9e | Jorge Abreu      | Venezuela | Fundación Ángel Pulgar                   | + 10 s          |
| 10e | Yonathan Salinas | Venezuela | Lotería del Táchira                      | + 10 s          |

### 2eétape
| \| Classement de l'étape \| Classement de l'étape \| Classement de l'étape \| Classement de l'étape \| Classement de l'étape \| \| Coureur \| Coureur \| Pays \| Équipe \| Temps \| \| --------------------- \| --------------------- \| --------------------- \| ----------------------------------- \| --------------------- \| \| 1er \| Yonathan Salinas \| Venezuela \| Lotería del Táchira \| 3 h 47 min 55 s \| \| 2e \| Yurgen Ramírez \| Venezuela \| Venezuela País de Futuro-Fina Arroz \| + 0 s \| \| 3e \| Leonel Quintero \| Venezuela \| Gobierno de Miranda-Trek \| + 0 s \| \| 4e \| Miguel Flórez \| Colombie \| Androni Giocattoli-Sidermec \| + 0 s \| \| 5e \| Yonathan Monsalve \| Venezuela \| Venezuela País de Futuro-Fina Arroz \| + 0 s \| \| 6e \| Jorge Abreu \| Venezuela \| Fundación Ángel Pulgar \| + 0 s \| \| 7e \| Yonder Godoy \| Venezuela \| Inteja-Imca-Ridea DCT \| + 0 s \| \| 8e \| Carlos Torres \| Venezuela \| JHS Grupo \| + 0 s \| \| 9e \| Jonathan Camargo \| Venezuela \| Lotería del Táchira \| + 0 s \| \| 10e \| Ronald González \| Venezuela \| Inversiones Alexander \| + 0 s \| |                   |           |                                     |                 |
| |                   |           |                                     |                 |
| |                   |           |                                     |                 |
| Classement de l'étape |                   |           |                                     |                 |
| Coureur | Coureur           | Pays      | Équipe                              | Temps           |
| 1er | Yonathan Salinas  | Venezuela | Lotería del Táchira                 | 3 h 47 min 55 s |
| 2e | Yurgen Ramírez    | Venezuela | Venezuela País de Futuro-Fina Arroz | + 0 s           |
| 3e | Leonel Quintero   | Venezuela | Gobierno de Miranda-Trek            | + 0 s           |
| 4e | Miguel Flórez     | Colombie  | Androni Giocattoli-Sidermec         | + 0 s           |
| 5e | Yonathan Monsalve | Venezuela | Venezuela País de Futuro-Fina Arroz | + 0 s           |
| 6e | Jorge Abreu       | Venezuela | Fundación Ángel Pulgar              | + 0 s           |
| 7e | Yonder Godoy      | Venezuela | Inteja-Imca-Ridea DCT               | + 0 s           |
| 8e | Carlos Torres     | Venezuela | JHS Grupo                           | + 0 s           |
| 9e | Jonathan Camargo  | Venezuela | Lotería del Táchira                 | + 0 s           |
| 10e | Ronald González   | Venezuela | Inversiones Alexander               | + 0 s           |

| \| Classement général \| Classement général \| Classement général \| Classement général \| Classement général \| \| Coureur \| Coureur \| Pays \| Équipe \| Temps \| \| ------------------ \| ------------------ \| ------------------ \| ----------------------------------- \| ------------------ \| \| 1er \| Yonathan Salinas \| Venezuela \| Lotería del Táchira \| 6 h 55 min 27 s \| \| 2e \| Yurgen Ramírez \| Venezuela \| Venezuela País de Futuro-Fina Arroz \| + 4 s \| \| 3e \| Leonel Quintero \| Venezuela \| Gobierno de Miranda-Trek \| + 9 s \| \| 4e \| Jorge Abreu \| Venezuela \| Fundación Ángel Pulgar \| + 13 s \| \| 5e \| Yonder Godoy \| Venezuela \| Inteja-Imca-Ridea DCT \| + 13 s \| \| 6e \| Carlos Torres \| Venezuela \| JHS Grupo \| + 13 s \| \| 7e \| Miguel Flórez \| Colombie \| Androni Giocattoli-Sidermec \| + 13 s \| \| 8e \| Roniel Campos \| Venezuela \| Deportivo Táchira \| + 13 s \| \| 9e \| Ronald González \| Venezuela \| Inversiones Alexander \| + 13 s \| \| 10e \| Anderson Paredes \| Venezuela \| Movistar Team Ecuador \| + 13 s \| |                  |           |                                     |                 |
| |                  |           |                                     |                 |
| |                  |           |                                     |                 |
| Classement général |                  |           |                                     |                 |
| Coureur | Coureur          | Pays      | Équipe                              | Temps           |
| 1er | Yonathan Salinas | Venezuela | Lotería del Táchira                 | 6 h 55 min 27 s |
| 2e | Yurgen Ramírez   | Venezuela | Venezuela País de Futuro-Fina Arroz | + 4 s           |
| 3e | Leonel Quintero  | Venezuela | Gobierno de Miranda-Trek            | + 9 s           |
| 4e | Jorge Abreu      | Venezuela | Fundación Ángel Pulgar              | + 13 s          |
| 5e | Yonder Godoy     | Venezuela | Inteja-Imca-Ridea DCT               | + 13 s          |
| 6e | Carlos Torres    | Venezuela | JHS Grupo                           | + 13 s          |
| 7e | Miguel Flórez    | Colombie  | Androni Giocattoli-Sidermec         | + 13 s          |
| 8e | Roniel Campos    | Venezuela | Deportivo Táchira                   | + 13 s          |
| 9e | Ronald González  | Venezuela | Inversiones Alexander               | + 13 s          |
| 10e | Anderson Paredes | Venezuela | Movistar Team Ecuador               | + 13 s          |

### 3eétape
| \| Classement de l'étape \| Classement de l'étape \| Classement de l'étape \| Classement de l'étape \| Classement de l'étape \| \| Coureur \| Coureur \| Pays \| Équipe \| Temps \| \| --------------------- \| --------------------- \| --------------------- \| ------------------------------ \| --------------------- \| \| 1er \| Orluis Aular \| Venezuela \| Matrix Powertag \| 3 h 16 min 29 s \| \| 2e \| Ralph Monsalve \| Venezuela \| Qinghai Lianshi Sports \| + 0 s \| \| 3e \| Norberto Wilches \| Colombie \| BetPlay Cycling Team \| + 0 s \| \| 4e \| Enrique Díaz \| Venezuela \| Bicicletas Castilla-Idermi \| + 0 s \| \| 5e \| Carlos Alzate \| Colombie \| GW Shimano \| + 0 s \| \| 6e \| Mattia Viel \| Italie \| Androni Giocattoli-Sidermec \| + 0 s \| \| 7e \| Juan Pablo Suárez \| Colombie \| GW Shimano \| + 0 s \| \| 8e \| José Jaimes \| Colombie \| EBSA Empresa de Energía Boyacá \| + 0 s \| \| 9e \| Isaac Yaguaro \| Venezuela \| JB Ropa Deportiva \| + 0 s \| \| 10e \| Didier Sastoque \| Colombie \| BetPlay Cycling Team \| + 0 s \| |                   |           |                                |                 |
| |                   |           |                                |                 |
| |                   |           |                                |                 |
| Classement de l'étape |                   |           |                                |                 |
| Coureur | Coureur           | Pays      | Équipe                         | Temps           |
| 1er | Orluis Aular      | Venezuela | Matrix Powertag                | 3 h 16 min 29 s |
| 2e | Ralph Monsalve    | Venezuela | Qinghai Lianshi Sports         | + 0 s           |
| 3e | Norberto Wilches  | Colombie  | BetPlay Cycling Team           | + 0 s           |
| 4e | Enrique Díaz      | Venezuela | Bicicletas Castilla-Idermi     | + 0 s           |
| 5e | Carlos Alzate     | Colombie  | GW Shimano                     | + 0 s           |
| 6e | Mattia Viel       | Italie    | Androni Giocattoli-Sidermec    | + 0 s           |
| 7e | Juan Pablo Suárez | Colombie  | GW Shimano                     | + 0 s           |
| 8e | José Jaimes       | Colombie  | EBSA Empresa de Energía Boyacá | + 0 s           |
| 9e | Isaac Yaguaro     | Venezuela | JB Ropa Deportiva              | + 0 s           |
| 10e | Didier Sastoque   | Colombie  | BetPlay Cycling Team           | + 0 s           |

| \| Classement général \| Classement général \| Classement général \| Classement général \| Classement général \| \| Coureur \| Coureur \| Pays \| Équipe \| Temps \| \| ------------------ \| ------------------ \| ------------------ \| ----------------------------------- \| ------------------ \| \| 1er \| Yonathan Salinas \| Venezuela \| Lotería del Táchira \| 10 h 11 min 56 s \| \| 2e \| Yurgen Ramírez \| Venezuela \| Venezuela País de Futuro-Fina Arroz \| + 4 s \| \| 3e \| Leonel Quintero \| Venezuela \| Gobierno de Miranda-Trek \| + 9 s \| \| 4e \| Ronald González \| Venezuela \| Inversiones Alexander \| + 12 s \| \| 5e \| Jorge Abreu \| Venezuela \| Fundación Ángel Pulgar \| + 13 s \| \| 6e \| Yonder Godoy \| Venezuela \| Inteja-Imca-Ridea DCT \| + 13 s \| \| 7e \| Carlos Torres \| Venezuela \| JHS Grupo \| + 13 s \| \| 8e \| Miguel Flórez \| Colombie \| Androni Giocattoli-Sidermec \| + 13 s \| \| 9e \| Anderson Paredes \| Venezuela \| Movistar Team Ecuador \| + 13 s \| \| 10e \| Jonathan Camargo \| Venezuela \| Lotería del Táchira \| + 13 s \| |                  |           |                                     |                  |
| |                  |           |                                     |                  |
| |                  |           |                                     |                  |
| Classement général |                  |           |                                     |                  |
| Coureur | Coureur          | Pays      | Équipe                              | Temps            |
| 1er | Yonathan Salinas | Venezuela | Lotería del Táchira                 | 10 h 11 min 56 s |
| 2e | Yurgen Ramírez   | Venezuela | Venezuela País de Futuro-Fina Arroz | + 4 s            |
| 3e | Leonel Quintero  | Venezuela | Gobierno de Miranda-Trek            | + 9 s            |
| 4e | Ronald González  | Venezuela | Inversiones Alexander               | + 12 s           |
| 5e | Jorge Abreu      | Venezuela | Fundación Ángel Pulgar              | + 13 s           |
| 6e | Yonder Godoy     | Venezuela | Inteja-Imca-Ridea DCT               | + 13 s           |
| 7e | Carlos Torres    | Venezuela | JHS Grupo                           | + 13 s           |
| 8e | Miguel Flórez    | Colombie  | Androni Giocattoli-Sidermec         | + 13 s           |
| 9e | Anderson Paredes | Venezuela | Movistar Team Ecuador               | + 13 s           |
| 10e | Jonathan Camargo | Venezuela | Lotería del Táchira                 | + 13 s           |

### 4eétape
| \| Classement de l'étape \| Classement de l'étape \| Classement de l'étape \| Classement de l'étape \| Classement de l'étape \| \| Coureur \| Coureur \| Pays \| Équipe \| Temps \| \| --------------------- \| --------------------- \| --------------------- \| ----------------------------------- \| --------------------- \| \| 1er \| Yonathan Monsalve \| Venezuela \| Venezuela País de Futuro-Fina Arroz \| 3 h 22 min 14 s \| \| 2e \| Carlos Torres \| Venezuela \| JHS Grupo \| + 0 s \| \| 3e \| Jonathan Camargo \| Venezuela \| Lotería del Táchira \| + 0 s \| \| 4e \| José Mendoza \| Venezuela \| \| + 0 s \| \| 5e \| Roniel Campos \| Venezuela \| Deportivo Táchira \| + 3 s \| \| 6e \| Yonder Godoy \| Venezuela \| Inteja-Imca-Ridea DCT \| + 21 s \| \| 7e \| Leonel Quintero \| Venezuela \| Gobierno de Miranda-Trek \| + 22 s \| \| 8e \| José Alarcón \| Venezuela \| Gobierno de Miranda-Trek \| + 22 s \| \| 9e \| Luis Mora \| Venezuela \| Deportivo Táchira \| + 22 s \| \| 10e \| Jorge Abreu \| Venezuela \| Fundación Ángel Pulgar \| + 22 s \| |                   |           |                                     |                 |
| |                   |           |                                     |                 |
| |                   |           |                                     |                 |
| Classement de l'étape |                   |           |                                     |                 |
| Coureur | Coureur           | Pays      | Équipe                              | Temps           |
| 1er | Yonathan Monsalve | Venezuela | Venezuela País de Futuro-Fina Arroz | 3 h 22 min 14 s |
| 2e | Carlos Torres     | Venezuela | JHS Grupo                           | + 0 s           |
| 3e | Jonathan Camargo  | Venezuela | Lotería del Táchira                 | + 0 s           |
| 4e | José Mendoza      | Venezuela |                                     | + 0 s           |
| 5e | Roniel Campos     | Venezuela | Deportivo Táchira                   | + 3 s           |
| 6e | Yonder Godoy      | Venezuela | Inteja-Imca-Ridea DCT               | + 21 s          |
| 7e | Leonel Quintero   | Venezuela | Gobierno de Miranda-Trek            | + 22 s          |
| 8e | José Alarcón      | Venezuela | Gobierno de Miranda-Trek            | + 22 s          |
| 9e | Luis Mora         | Venezuela | Deportivo Táchira                   | + 22 s          |
| 10e | Jorge Abreu       | Venezuela | Fundación Ángel Pulgar              | + 22 s          |

| \| Classement général \| Classement général \| Classement général \| Classement général \| Classement général \| \| Coureur \| Coureur \| Pays \| Équipe \| Temps \| \| ------------------ \| ------------------ \| ------------------ \| ----------------------------------- \| ------------------ \| \| 1er \| Yonathan Monsalve \| Venezuela \| Venezuela País de Futuro-Fina Arroz \| 13 h 34 min 13 s \| \| 2e \| Carlos Torres \| Venezuela \| JHS Grupo \| + 4 s \| \| 3e \| Jonathan Camargo \| Venezuela \| Lotería del Táchira \| + 6 s \| \| 4e \| Roniel Campos \| Venezuela \| Deportivo Táchira \| + 13 s \| \| 5e \| Yonathan Salinas \| Venezuela \| Lotería del Táchira \| + 19 s \| \| 6e \| Yurgen Ramírez \| Venezuela \| Venezuela País de Futuro-Fina Arroz \| + 23 s \| \| 7e \| Leonel Quintero \| Venezuela \| Gobierno de Miranda-Trek \| + 28 s \| \| 8e \| Yonder Godoy \| Venezuela \| Inteja-Imca-Ridea DCT \| + 31 s \| \| 9e \| Ronald González \| Venezuela \| Inversiones Alexander \| + 31 s \| \| 10e \| John Nava \| Venezuela \| Lotería del Táchira \| + 31 s \| |                   |           |                                     |                  |
| |                   |           |                                     |                  |
| |                   |           |                                     |                  |
| Classement général |                   |           |                                     |                  |
| Coureur | Coureur           | Pays      | Équipe                              | Temps            |
| 1er | Yonathan Monsalve | Venezuela | Venezuela País de Futuro-Fina Arroz | 13 h 34 min 13 s |
| 2e | Carlos Torres     | Venezuela | JHS Grupo                           | + 4 s            |
| 3e | Jonathan Camargo  | Venezuela | Lotería del Táchira                 | + 6 s            |
| 4e | Roniel Campos     | Venezuela | Deportivo Táchira                   | + 13 s           |
| 5e | Yonathan Salinas  | Venezuela | Lotería del Táchira                 | + 19 s           |
| 6e | Yurgen Ramírez    | Venezuela | Venezuela País de Futuro-Fina Arroz | + 23 s           |
| 7e | Leonel Quintero   | Venezuela | Gobierno de Miranda-Trek            | + 28 s           |
| 8e | Yonder Godoy      | Venezuela | Inteja-Imca-Ridea DCT               | + 31 s           |
| 9e | Ronald González   | Venezuela | Inversiones Alexander               | + 31 s           |
| 10e | John Nava         | Venezuela | Lotería del Táchira                 | + 31 s           |

### 5eétape
| \| Classement de l'étape \| Classement de l'étape \| Classement de l'étape \| Classement de l'étape \| Classement de l'étape \| \| Coureur \| Coureur \| Pays \| Équipe \| Temps \| \| --------------------- \| --------------------- \| --------------------- \| --------------------- \| --------------------- \| \| 1er \| Ronald González \| Venezuela \| Inversiones Alexander \| 4 h 47 min 27 s \| \| 2e \| Manuel Medina \| Venezuela \| Deportivo Táchira \| + 10 s \| \| 3e \| Orluis Aular \| Venezuela \| Matrix Powertag \| + 22 s \| \| 4e \| Henry Meneses \| Venezuela \| \| + 28 s \| \| 5e \| Jimmy Briceño \| Venezuela \| Inversiones Alexander \| + 41 s \| \| 6e \| Luis Mora \| Venezuela \| Deportivo Táchira \| + 44 s \| \| 7e \| Nelson Camargo \| Venezuela \| JHS Grupo \| + 51 s \| \| 8e \| Yonder Godoy \| Venezuela \| Inteja-Imca-Ridea DCT \| + 1 min 02 s \| \| 9e \| Yonathan Salinas \| Venezuela \| Lotería del Táchira \| + 1 min 03 s \| \| 10e \| Franklin Chacón \| Venezuela \| \| + 1 min 06 s \| |                  |           |                       |                 |
| |                  |           |                       |                 |
| |                  |           |                       |                 |
| Classement de l'étape |                  |           |                       |                 |
| Coureur | Coureur          | Pays      | Équipe                | Temps           |
| 1er | Ronald González  | Venezuela | Inversiones Alexander | 4 h 47 min 27 s |
| 2e | Manuel Medina    | Venezuela | Deportivo Táchira     | + 10 s          |
| 3e | Orluis Aular     | Venezuela | Matrix Powertag       | + 22 s          |
| 4e | Henry Meneses    | Venezuela |                       | + 28 s          |
| 5e | Jimmy Briceño    | Venezuela | Inversiones Alexander | + 41 s          |
| 6e | Luis Mora        | Venezuela | Deportivo Táchira     | + 44 s          |
| 7e | Nelson Camargo   | Venezuela | JHS Grupo             | + 51 s          |
| 8e | Yonder Godoy     | Venezuela | Inteja-Imca-Ridea DCT | + 1 min 02 s    |
| 9e | Yonathan Salinas | Venezuela | Lotería del Táchira   | + 1 min 03 s    |
| 10e | Franklin Chacón  | Venezuela |                       | + 1 min 06 s    |

| \| Classement général \| Classement général \| Classement général \| Classement général \| Classement général \| \| Coureur \| Coureur \| Pays \| Équipe \| Temps \| \| ------------------ \| ------------------ \| ------------------ \| --------------------- \| ------------------ \| \| 1er \| Ronald González \| Venezuela \| Inversiones Alexander \| 18 h 22 min 01 s \| \| 2e \| Manuel Medina \| Venezuela \| Deportivo Táchira \| + 28 s \| \| 3e \| Henry Meneses \| Venezuela \| \| + 52 s \| \| 4e \| Jimmy Briceño \| Venezuela \| Inversiones Alexander \| + 52 s \| \| 5e \| Carlos Torres \| Venezuela \| JHS Grupo \| + 1 min 00 s \| \| 6e \| Yonathan Salinas \| Venezuela \| Lotería del Táchira \| + 1 min 01 s \| \| 7e \| Orluis Aular \| Venezuela \| Matrix Powertag \| + 1 min 01 s \| \| 8e \| Roniel Campos \| Venezuela \| Deportivo Táchira \| + 1 min 07 s \| \| 9e \| Yonder Godoy \| Venezuela \| Inteja-Imca-Ridea DCT \| + 1 min 12 s \| \| 10e \| Nelson Camargo \| Venezuela \| JHS Grupo \| + 1 min 15 s \| |                  |           |                       |                  |
| |                  |           |                       |                  |
| |                  |           |                       |                  |
| Classement général |                  |           |                       |                  |
| Coureur | Coureur          | Pays      | Équipe                | Temps            |
| 1er | Ronald González  | Venezuela | Inversiones Alexander | 18 h 22 min 01 s |
| 2e | Manuel Medina    | Venezuela | Deportivo Táchira     | + 28 s           |
| 3e | Henry Meneses    | Venezuela |                       | + 52 s           |
| 4e | Jimmy Briceño    | Venezuela | Inversiones Alexander | + 52 s           |
| 5e | Carlos Torres    | Venezuela | JHS Grupo             | + 1 min 00 s     |
| 6e | Yonathan Salinas | Venezuela | Lotería del Táchira   | + 1 min 01 s     |
| 7e | Orluis Aular     | Venezuela | Matrix Powertag       | + 1 min 01 s     |
| 8e | Roniel Campos    | Venezuela | Deportivo Táchira     | + 1 min 07 s     |
| 9e | Yonder Godoy     | Venezuela | Inteja-Imca-Ridea DCT | + 1 min 12 s     |
| 10e | Nelson Camargo   | Venezuela | JHS Grupo             | + 1 min 15 s     |

### 6eétape
| \| Classement de l'étape \| Classement de l'étape \| Classement de l'étape \| Classement de l'étape \| Classement de l'étape \| \| Coureur \| Coureur \| Pays \| Équipe \| Temps \| \| --------------------- \| --------------------- \| --------------------- \| --------------------------- \| --------------------- \| \| 1er \| Jimmy Briceño \| Venezuela \| Inversiones Alexander \| 4 h 26 min 55 s \| \| 2e \| Orluis Aular \| Venezuela \| Matrix Powertag \| + 1 s \| \| 3e \| Yonathan Salinas \| Venezuela \| Lotería del Táchira \| + 1 s \| \| 4e \| Jorge Abreu \| Venezuela \| Fundación Ángel Pulgar \| + 1 s \| \| 5e \| Miguel Flórez \| Colombie \| Androni Giocattoli-Sidermec \| + 1 s \| \| 6e \| Kevin Rivera \| Costa Rica \| Androni Giocattoli-Sidermec \| + 1 s \| \| 7e \| Freddy Vargas \| Venezuela \| Lotería del Táchira \| + 1 s \| \| 8e \| Anderson Paredes \| Venezuela \| Movistar Team Ecuador \| + 1 s \| \| 9e \| Luis Mora \| Venezuela \| Deportivo Táchira \| + 1 s \| \| 10e \| Walter Pedraza \| Colombie \| GW Shimano \| + 1 s \| |                  |            |                             |                 |
| |                  |            |                             |                 |
| |                  |            |                             |                 |
| Classement de l'étape |                  |            |                             |                 |
| Coureur | Coureur          | Pays       | Équipe                      | Temps           |
| 1er | Jimmy Briceño    | Venezuela  | Inversiones Alexander       | 4 h 26 min 55 s |
| 2e | Orluis Aular     | Venezuela  | Matrix Powertag             | + 1 s           |
| 3e | Yonathan Salinas | Venezuela  | Lotería del Táchira         | + 1 s           |
| 4e | Jorge Abreu      | Venezuela  | Fundación Ángel Pulgar      | + 1 s           |
| 5e | Miguel Flórez    | Colombie   | Androni Giocattoli-Sidermec | + 1 s           |
| 6e | Kevin Rivera     | Costa Rica | Androni Giocattoli-Sidermec | + 1 s           |
| 7e | Freddy Vargas    | Venezuela  | Lotería del Táchira         | + 1 s           |
| 8e | Anderson Paredes | Venezuela  | Movistar Team Ecuador       | + 1 s           |
| 9e | Luis Mora        | Venezuela  | Deportivo Táchira           | + 1 s           |
| 10e | Walter Pedraza   | Colombie   | GW Shimano                  | + 1 s           |

| \| Classement général \| Classement général \| Classement général \| Classement général \| Classement général \| \| Coureur \| Coureur \| Pays \| Équipe \| Temps \| \| ------------------ \| ------------------ \| ------------------ \| --------------------- \| ------------------ \| \| 1er \| Ronald González \| Venezuela \| Inversiones Alexander \| 22 h 49 min 15 s \| \| 2e \| Jimmy Briceño \| Venezuela \| Inversiones Alexander \| + 23 s \| \| 3e \| Orluis Aular \| Venezuela \| Matrix Powertag \| + 37 s \| \| 4e \| Yonathan Salinas \| Venezuela \| Lotería del Táchira \| + 39 s \| \| 5e \| Manuel Medina \| Venezuela \| Deportivo Táchira \| + 42 s \| \| 6e \| Yonder Godoy \| Venezuela \| Inteja-Imca-Ridea DCT \| + 1 min 01 s \| \| 7e \| Carlos Torres \| Venezuela \| JHS Grupo \| + 1 min 03 s \| \| 8e \| Henry Meneses \| Venezuela \| \| + 1 min 04 s \| \| 9e \| Roniel Campos \| Venezuela \| Deportivo Táchira \| + 1 min 07 s \| \| 10e \| Anderson Paredes \| Venezuela \| Movistar Team Ecuador \| + 1 min 15 s \| |                  |           |                       |                  |
| |                  |           |                       |                  |
| |                  |           |                       |                  |
| Classement général |                  |           |                       |                  |
| Coureur | Coureur          | Pays      | Équipe                | Temps            |
| 1er | Ronald González  | Venezuela | Inversiones Alexander | 22 h 49 min 15 s |
| 2e | Jimmy Briceño    | Venezuela | Inversiones Alexander | + 23 s           |
| 3e | Orluis Aular     | Venezuela | Matrix Powertag       | + 37 s           |
| 4e | Yonathan Salinas | Venezuela | Lotería del Táchira   | + 39 s           |
| 5e | Manuel Medina    | Venezuela | Deportivo Táchira     | + 42 s           |
| 6e | Yonder Godoy     | Venezuela | Inteja-Imca-Ridea DCT | + 1 min 01 s     |
| 7e | Carlos Torres    | Venezuela | JHS Grupo             | + 1 min 03 s     |
| 8e | Henry Meneses    | Venezuela |                       | + 1 min 04 s     |
| 9e | Roniel Campos    | Venezuela | Deportivo Táchira     | + 1 min 07 s     |
| 10e | Anderson Paredes | Venezuela | Movistar Team Ecuador | + 1 min 15 s     |

### 7eétape
| \| Classement de l'étape \| Classement de l'étape \| Classement de l'étape \| Classement de l'étape \| Classement de l'étape \| \| Coureur \| Coureur \| Pays \| Équipe \| Temps \| \| --------------------- \| --------------------- \| --------------------- \| ----------------------------------- \| --------------------- \| \| 1er \| Luis Mora \| Venezuela \| Deportivo Táchira \| 3 h 12 min 16 s \| \| 2e \| Jimmy Briceño \| Venezuela \| Inversiones Alexander \| + 0 s \| \| 3e \| José Serpa \| Colombie \| GW Shimano \| + 43 s \| \| 4e \| Yonathan Salinas \| Venezuela \| Lotería del Táchira \| + 58 s \| \| 5e \| José Alarcón \| Venezuela \| Gobierno de Miranda-Trek \| + 1 min 03 s \| \| 6e \| Miguel Flórez \| Colombie \| Androni Giocattoli-Sidermec \| + 1 min 10 s \| \| 7e \| Anderson Paredes \| Venezuela \| Movistar Team Ecuador \| + 1 min 10 s \| \| 8e \| Yurgen Ramírez \| Venezuela \| Venezuela País de Futuro-Fina Arroz \| + 1 min 21 s \| \| 9e \| Yonder Godoy \| Venezuela \| Inteja-Imca-Ridea DCT \| + 1 min 33 s \| \| 10e \| Roniel Campos \| Venezuela \| Deportivo Táchira \| + 1 min 49 s \| |                  |           |                                     |                 |
| |                  |           |                                     |                 |
| |                  |           |                                     |                 |
| Classement de l'étape |                  |           |                                     |                 |
| Coureur | Coureur          | Pays      | Équipe                              | Temps           |
| 1er | Luis Mora        | Venezuela | Deportivo Táchira                   | 3 h 12 min 16 s |
| 2e | Jimmy Briceño    | Venezuela | Inversiones Alexander               | + 0 s           |
| 3e | José Serpa       | Colombie  | GW Shimano                          | + 43 s          |
| 4e | Yonathan Salinas | Venezuela | Lotería del Táchira                 | + 58 s          |
| 5e | José Alarcón     | Venezuela | Gobierno de Miranda-Trek            | + 1 min 03 s    |
| 6e | Miguel Flórez    | Colombie  | Androni Giocattoli-Sidermec         | + 1 min 10 s    |
| 7e | Anderson Paredes | Venezuela | Movistar Team Ecuador               | + 1 min 10 s    |
| 8e | Yurgen Ramírez   | Venezuela | Venezuela País de Futuro-Fina Arroz | + 1 min 21 s    |
| 9e | Yonder Godoy     | Venezuela | Inteja-Imca-Ridea DCT               | + 1 min 33 s    |
| 10e | Roniel Campos    | Venezuela | Deportivo Táchira                   | + 1 min 49 s    |

| \| Classement général \| Classement général \| Classement général \| Classement général \| Classement général \| \| Coureur \| Coureur \| Pays \| Équipe \| Temps \| \| ------------------ \| ------------------ \| ------------------ \| --------------------------- \| ------------------ \| \| 1er \| Jimmy Briceño \| Venezuela \| Inversiones Alexander \| 26 h 01 min 48 s \| \| 2e \| Luis Mora \| Venezuela \| Deportivo Táchira \| + 53 s \| \| 3e \| Yonathan Salinas \| Venezuela \| Lotería del Táchira \| + 1 min 20 s \| \| 4e \| Ronald González \| Venezuela \| Inversiones Alexander \| + 1 min 32 s \| \| 5e \| Anderson Paredes \| Venezuela \| Movistar Team Ecuador \| + 2 min 08 s \| \| 6e \| Miguel Flórez \| Colombie \| Androni Giocattoli-Sidermec \| + 2 min 09 s \| \| 7e \| Yonder Godoy \| Venezuela \| Inteja-Imca-Ridea DCT \| + 2 min 17 s \| \| 8e \| Roniel Campos \| Venezuela \| Deportivo Táchira \| + 2 min 39 s \| \| 9e \| Carlos Gálviz \| Venezuela \| Deportivo Táchira \| + 2 min 58 s \| \| 10e \| Nelson Camargo \| Venezuela \| JHS Grupo \| + 3 min 14 s \| |                  |           |                             |                  |
| |                  |           |                             |                  |
| |                  |           |                             |                  |
| Classement général |                  |           |                             |                  |
| Coureur | Coureur          | Pays      | Équipe                      | Temps            |
| 1er | Jimmy Briceño    | Venezuela | Inversiones Alexander       | 26 h 01 min 48 s |
| 2e | Luis Mora        | Venezuela | Deportivo Táchira           | + 53 s           |
| 3e | Yonathan Salinas | Venezuela | Lotería del Táchira         | + 1 min 20 s     |
| 4e | Ronald González  | Venezuela | Inversiones Alexander       | + 1 min 32 s     |
| 5e | Anderson Paredes | Venezuela | Movistar Team Ecuador       | + 2 min 08 s     |
| 6e | Miguel Flórez    | Colombie  | Androni Giocattoli-Sidermec | + 2 min 09 s     |
| 7e | Yonder Godoy     | Venezuela | Inteja-Imca-Ridea DCT       | + 2 min 17 s     |
| 8e | Roniel Campos    | Venezuela | Deportivo Táchira           | + 2 min 39 s     |
| 9e | Carlos Gálviz    | Venezuela | Deportivo Táchira           | + 2 min 58 s     |
| 10e | Nelson Camargo   | Venezuela | JHS Grupo                   | + 3 min 14 s     |

### 8eétape
| \| Classement de l'étape \| Classement de l'étape \| Classement de l'étape \| Classement de l'étape \| Classement de l'étape \| \| Coureur \| Coureur \| Pays \| Équipe \| Temps \| \| --------------------- \| ---------------------- \| --------------------- \| ----------------------------------- \| --------------------- \| \| 1er \| Miguel Flórez \| Colombie \| Androni Giocattoli-Sidermec \| 2 h 48 min 35 s \| \| 2e \| Orluis Aular \| Venezuela \| Matrix Powertag \| + 0 s \| \| 3e \| Sergio Andrés Martínez \| Colombie \| GW Shimano \| + 0 s \| \| 4e \| Yonathan Salinas \| Venezuela \| Lotería del Táchira \| + 0 s \| \| 5e \| Yonathan Monsalve \| Venezuela \| Venezuela País de Futuro-Fina Arroz \| + 0 s \| \| 6e \| Jimmy Briceño \| Venezuela \| Inversiones Alexander \| + 0 s \| \| 7e \| Luis Mora \| Venezuela \| Deportivo Táchira \| + 0 s \| \| 8e \| Juan Pablo Suárez \| Colombie \| GW Shimano \| + 0 s \| \| 9e \| Ruben Urbano \| Colombie \| Team Saitel \| + 1 s \| \| 10e \| Anderson Paredes \| Venezuela \| Movistar Team Ecuador \| + 8 s \| |                        |           |                                     |                 |
| |                        |           |                                     |                 |
| |                        |           |                                     |                 |
| Classement de l'étape |                        |           |                                     |                 |
| Coureur | Coureur                | Pays      | Équipe                              | Temps           |
| 1er | Miguel Flórez          | Colombie  | Androni Giocattoli-Sidermec         | 2 h 48 min 35 s |
| 2e | Orluis Aular           | Venezuela | Matrix Powertag                     | + 0 s           |
| 3e | Sergio Andrés Martínez | Colombie  | GW Shimano                          | + 0 s           |
| 4e | Yonathan Salinas       | Venezuela | Lotería del Táchira                 | + 0 s           |
| 5e | Yonathan Monsalve      | Venezuela | Venezuela País de Futuro-Fina Arroz | + 0 s           |
| 6e | Jimmy Briceño          | Venezuela | Inversiones Alexander               | + 0 s           |
| 7e | Luis Mora              | Venezuela | Deportivo Táchira                   | + 0 s           |
| 8e | Juan Pablo Suárez      | Colombie  | GW Shimano                          | + 0 s           |
| 9e | Ruben Urbano           | Colombie  | Team Saitel                         | + 1 s           |
| 10e | Anderson Paredes       | Venezuela | Movistar Team Ecuador               | + 8 s           |

## Classements finals

### Classement général
| \| Classement général \| Classement général \| Classement général \| Classement général \| Classement général \| \| Coureur \| Coureur \| Pays \| Équipe \| Temps \| \| ------------------ \| ------------------ \| ------------------ \| --------------------------- \| ------------------ \| \| 1er \| Jimmy Briceño \| Venezuela \| Inversiones Alexander \| 28 h 50 min 23 s \| \| 2e \| Luis Mora \| Venezuela \| Deportivo Táchira \| + 53 s \| \| 3e \| Yonathan Salinas \| Venezuela \| Lotería del Táchira \| + 1 min 20 s \| \| 4e \| Ronald González \| Venezuela \| Inversiones Alexander \| + 1 min 42 s \| \| 5e \| Miguel Flórez \| Colombie \| Androni Giocattoli-Sidermec \| + 1 min 59 s \| \| 6e \| Anderson Paredes \| Venezuela \| Movistar Team Ecuador \| + 2 min 16 s \| \| 7e \| Yonder Godoy \| Venezuela \| Inteja-Imca-Ridea DCT \| + 2 min 46 s \| \| 8e \| Roniel Campos \| Venezuela \| Deportivo Táchira \| + 3 min 06 s \| \| 9e \| Nelson Camargo \| Venezuela \| JHS Grupo \| + 3 min 24 s \| \| 10e \| Manuel Medina \| Venezuela \| Deportivo Táchira \| + 3 min 36 s \| |                  |           |                             |                  |
| |                  |           |                             |                  |
| Source : ProCyclingStats |                  |           |                             |                  |
| Classement général |                  |           |                             |                  |
| Coureur | Coureur          | Pays      | Équipe                      | Temps            |
| 1er | Jimmy Briceño    | Venezuela | Inversiones Alexander       | 28 h 50 min 23 s |
| 2e | Luis Mora        | Venezuela | Deportivo Táchira           | + 53 s           |
| 3e | Yonathan Salinas | Venezuela | Lotería del Táchira         | + 1 min 20 s     |
| 4e | Ronald González  | Venezuela | Inversiones Alexander       | + 1 min 42 s     |
| 5e | Miguel Flórez    | Colombie  | Androni Giocattoli-Sidermec | + 1 min 59 s     |
| 6e | Anderson Paredes | Venezuela | Movistar Team Ecuador       | + 2 min 16 s     |
| 7e | Yonder Godoy     | Venezuela | Inteja-Imca-Ridea DCT       | + 2 min 46 s     |
| 8e | Roniel Campos    | Venezuela | Deportivo Táchira           | + 3 min 06 s     |
| 9e | Nelson Camargo   | Venezuela | JHS Grupo                   | + 3 min 24 s     |
| 10e | Manuel Medina    | Venezuela | Deportivo Táchira           | + 3 min 36 s     |

### Classements annexes
| Classement par points | Classement par points | Classement par points | Classement par points | Classement par points |
| Coureur               | Coureur               | Pays                  | Équipe                | Points                |
| --------------------- | --------------------- | --------------------- | --------------------- | --------------------- |
| 1er                   | Orluis Aular          | Venezuela             | Matrix Powertag       | 101 pts               |
| 2e                    | Yonathan Salinas      | Venezuela             | Lotería del Táchira   | 83 pts                |
| 3e                    | Jimmy Briceño         | Venezuela             | Inversiones Alexander | 75 pts                |

| Classement par points | Classement par points | Classement par points | Classement par points | Classement par points |
| Coureur               | Coureur               | Pays                  | Équipe                | Points                |
| --------------------- | --------------------- | --------------------- | --------------------- | --------------------- |
| 1er                   | Orluis Aular          | Venezuela             | Matrix Powertag       | 101 pts               |
| 2e                    | Yonathan Salinas      | Venezuela             | Lotería del Táchira   | 83 pts                |
| 3e                    | Jimmy Briceño         | Venezuela             | Inversiones Alexander | 75 pts                |

| Classement de la montagne | Classement de la montagne | Classement de la montagne | Classement de la montagne | Classement de la montagne |
| Coureur                   | Coureur                   | Pays                      | Équipe                    | Points                    |
| ------------------------- | ------------------------- | ------------------------- | ------------------------- | ------------------------- |
| 1er                       | Roniel Campos             | Venezuela                 | Deportivo Táchira         | 22 pts                    |
| 2e                        | Jimmy Briceño             | Venezuela                 | Inversiones Alexander     | 13 pts                    |
| 3e                        | Luis Mora                 | Venezuela                 | Deportivo Táchira         | 11 pts                    |

| Classement de la montagne | Classement de la montagne | Classement de la montagne | Classement de la montagne | Classement de la montagne |
| Coureur                   | Coureur                   | Pays                      | Équipe                    | Points                    |
| ------------------------- | ------------------------- | ------------------------- | ------------------------- | ------------------------- |
| 1er                       | Roniel Campos             | Venezuela                 | Deportivo Táchira         | 22 pts                    |
| 2e                        | Jimmy Briceño             | Venezuela                 | Inversiones Alexander     | 13 pts                    |
| 3e                        | Luis Mora                 | Venezuela                 | Deportivo Táchira         | 11 pts                    |

| Classement des sprints | Classement des sprints | Classement des sprints | Classement des sprints | Classement des sprints |
| Coureur                | Coureur                | Pays                   | Équipe                 | Points                 |
| ---------------------- | ---------------------- | ---------------------- | ---------------------- | ---------------------- |
| 1er                    | Ralph Monsalve         | Venezuela              | Qinghai Lianshi Sports | 24 pts                 |
| 2e                     | Wilmen Bravo           | Venezuela              | Deportivo Táchira      | 23 pts                 |
| 3e                     | Fernando Briceño       | Venezuela              | JB Ropa Deportiva      | 19 pts                 |

| Classement des sprints | Classement des sprints | Classement des sprints | Classement des sprints | Classement des sprints |
| Coureur                | Coureur                | Pays                   | Équipe                 | Points                 |
| ---------------------- | ---------------------- | ---------------------- | ---------------------- | ---------------------- |
| 1er                    | Ralph Monsalve         | Venezuela              | Qinghai Lianshi Sports | 24 pts                 |
| 2e                     | Wilmen Bravo           | Venezuela              | Deportivo Táchira      | 23 pts                 |
| 3e                     | Fernando Briceño       | Venezuela              | JB Ropa Deportiva      | 19 pts                 |

| Classement du meilleur jeune | Classement du meilleur jeune | Classement du meilleur jeune | Classement du meilleur jeune | Classement du meilleur jeune |
| Coureur                      | Coureur                      | Pays                         | Équipe                       | Temps                        |
| ---------------------------- | ---------------------------- | ---------------------------- | ---------------------------- | ---------------------------- |
| 1er                          | Fredy Rico                   | Venezuela                    | Osorio Motos-SuBicicleta.com | 28 h 55 min 54 s             |
| 2e                           | Franklin Chacón              | Venezuela                    |                              | + 4 min 41 s                 |
| 3e                           | Steven Haro                  | Équateur                     | Movistar Team Ecuador        | + 7 min 14 s                 |

| Classement du meilleur jeune | Classement du meilleur jeune | Classement du meilleur jeune | Classement du meilleur jeune | Classement du meilleur jeune |
| Coureur                      | Coureur                      | Pays                         | Équipe                       | Temps                        |
| ---------------------------- | ---------------------------- | ---------------------------- | ---------------------------- | ---------------------------- |
| 1er                          | Fredy Rico                   | Venezuela                    | Osorio Motos-SuBicicleta.com | 28 h 55 min 54 s             |
| 2e                           | Franklin Chacón              | Venezuela                    |                              | + 4 min 41 s                 |
| 3e                           | Steven Haro                  | Équateur                     | Movistar Team Ecuador        | + 7 min 14 s                 |

#### Classement par équipes
| Classement par équipes | Classement par équipes                  | Classement par équipes | Classement par équipes |
| Équipe                 | Équipe                                  | Pays                   | Temps                  |
| ---------------------- | --------------------------------------- | ---------------------- | ---------------------- |
| 1re                    | Deportivo Táchira                       | Venezuela              | 86 h 37 min 59 s       |
| 2e                     | Gobierno de Miranda-Trek                | Venezuela              | + 3 min 27 s           |
| 3e                     | GW Shimano Chaoyang Kixx Envía PX Lazer | Colombie               | + 7 min 42 s           |

## Classements UCI
La course attribue le même nombre de points pour l'UCI America Tour 2019 et le Classement mondial UCI (pour tous les coureurs), l'épreuve affecte les points comme suit :
| Position           | 1er | 2e | 3e | 4e | 5e | 6e | 7e | 8e | 9e | 10e |
| Classement général | 40  | 30 | 25 | 20 | 15 | 10 | 5  | 3  | 3  | 3   |
| Par étapes         | 7   | 3  | 1  |    |    |    |    |    |    |     |
| Leader             | 1   |    |    |    |    |    |    |    |    |     |

| Rang | Coureur           | Équipe                             | Général | Etape | Leader | Total |
| ---- | ----------------- | ---------------------------------- | ------- | ----- | ------ | ----- |
| 1    | Jimmy Briceño     | Inversiones Alexander              | 40      | 10    | 1      | 51    |
| 2    | Luis Mora         | Deportivo Táchira                  | 30      | 7     | -      | 37    |
| 3    | Jonathan Salinas  | Lotería del Táchira                | 25      | 8     | 2      | 35    |
| 4    | Rónald González   | Inversiones Alexander              | 20      | 7     | 2      | 29    |
| 5    | Miguel Flórez     | Androni Giocattoli-Sidermec        | 15      | 7     | -      | 22    |
| 6    | Orluis Aular      | Gobierno de Miranda-Trek           | -       | 17    | -      | 17    |
| 7    | Anderson Paredes  | Ecuador                            | 10      | -     | -      | 10    |
| 8    | Marco Benfatto    | Androni Giocattoli-Sidermec        | -       | 7     | -      | 8     |
| 9    | Jonathan Monsalve | Fundación Venezuela País de Futuro | -       | -     | 7      | 8     |
| 10   | Manuel Medina     | Deportivo Táchira                  | 100     | -     | 3      | 6     |

## Évolution des classements
| Étape              | Vainqueur          | Classement général | Classement par points | Classement de la montagne | Classement des sprints | Classement des jeunes | Classement par équipes      |
| ------------------ | ------------------ | ------------------ | --------------------- | ------------------------- | ---------------------- | --------------------- | --------------------------- |
| 1                  | Marco Benfatto     | Marco Benfatto     | Marco Benfatto        | Non attribué              | Luis Mendoza           | Leonel Quintero       | Gobierno de Miranda Trek    |
| 2                  | Yonathan Salinas   | Yonathan Salinas   | Ralph Monsalve        | Fernando Briceño          | Ralph Monsalve         | Yurgen Ramírez        | Lotería del Táchira Concafé |
| 3                  | Orluis Aular       | Yonathan Salinas   | Ralph Monsalve        | Fernando Briceño          | Ralph Monsalve         | Yurgen Ramírez        | Lotería del Táchira Concafé |
| 4                  | Yonathan Monsalve  | Yonathan Monsalve  | Ralph Monsalve        | Roniel Campos             | Ralph Monsalve         | Yurgen Ramírez        | Deportivo Táchira           |
| 5                  | Ronald González    | Ronald González    | Orluis Aular          | Roniel Campos             | Ralph Monsalve         | Franklin Chacón       | Deportivo Táchira           |
| 6                  | Jimmy Briceño      | Ronald González    | Orluis Aular          | Roniel Campos             | Ralph Monsalve         | Franklin Chacón       | Deportivo Táchira           |
| 7                  | Luis Mora          | Jimmy Briceño      | Orluis Aular          | Roniel Campos             | Ralph Monsalve         | Fredy Rico            | Deportivo Táchira           |
| 8                  | Miguel Flórez      | Jimmy Briceño      | Orluis Aular          | Roniel Campos             | Ralph Monsalve         | Fredy Rico            | Deportivo Táchira           |
| Classements finals | Classements finals | Jimmy Briceño      | Orluis Aular          | Roniel Campos             | Ralph Monsalve         | Fredy Rico            | Deportivo Táchira           |